# Braunrost des Weizens
Der Braunrost des Weizens (Puccinia triticina) ist ein Vertreter der Rostpilze (Pucciniales) und ein auch in Mitteleuropa bedeutender Schadpilz an Weizenkulturen. Wie alle Rostpilze ist der Braunrost ein obligater Parasit. 

## Wirte
Weltweit gesehen, ist der wichtigste Hauptwirt der Weichweizen (Triticum aestivum). Braunrost kommt daneben auch auf Hartweizen (Triticum durum), Wildem Emmer (Triticum dicoccoides) und domestiziertem Emmer (Triticum dicoccon) vor. In Israel gibt es Braunrost an Aegilops speltoides, in den USA an Aegilops cylindrica. 
Als Zwischenwirt dienen Thalictrum-Arten, in Südeuropa besonders Thalictrum speciosissimum. Isopyrum fumaroides dient nur in Sibirien als Zwischenwirt.

## Merkmale und Lebenszyklus
Der Braunrost besitzt den vollständigen Lebenszyklus der Rostpilze mit fünf Sporentypen und zwei unterschiedlichen Wirten. 
Die zweikernigen Uredosporen werden in Sporenlagern von rund 1,5 mm Durchmesser von oranger bis brauner Farbe gebildet, die an beiden Blattseiten des Weizens gebildet werden. Die Uredosporen sind annähernd kugelig, orange-braun, haben einen Durchmesser von etwa 20 Mikrometer und bis zu acht Keimporen, die verstreut in der dicken, stacheligen Wand liegen. Die Uredosporen können bei Vorhandensein von flüssigem Wasser und Temperaturen zwischen 10 und 25 °C wiederum den Weizen befallen. 
Wenn der Weizen reift, bildet der Pilz zweikernige, braunschwarze, zweizellige Teliosporen, die 16 Mikrometer groß sind und dicke, glatte Zellwände besitzen. Die Teliosporen werden in den Uredosporenlagern gebildet. In ihrer mediterranen Heimat überdauern die Teliosporen den trockenen, heißen Sommer, und befallen im Herbst den Zwischenwirt. In der Teliospore verschmelzen die beiden Kerne einer Zelle zu einem diploiden Zellkern. Unter günstigen Bedingungen keimt die Teliospore zu einem sogenannten Promyzel aus. Die Kerne durchlaufen eine Meiose, die vier haploiden Kerne wandern in das Promyzel, durch Zellwandbildung entstehen vier Zellen, die jeweils eine Ausstülpung (Sterigma) bilden, in die die Zellkerne einwandern und so Basidiosporen bilden. 
Nach einer weiteren Kernteilung ist die reife Basidiospore rund 6 Mikrometer groß, einzellig mit zwei identischen haploiden Zellkernen. Die Basidiosporen werden ausgeschleudert und infizieren am Zwischenwirt Epidermiszellen. Hier bilden sie flaschenförmige Pyknidien, die an der Blattoberfläche als gelb-orange Pusteln erscheinen. Die Pyknidien bilden haploide Pyknosporen, die 2 bis 3 Mikrometer groß sind. Des Weiteren bilden sie Hyphen, die als männliche und weibliche Gameten fungieren. Der Braunrost ist heterothallisch, das heißt Pyknosporen und Empfangshyphen von der gleichen Pyknidie sind nicht kompatibel. Die Pyknosporen befinden sich in einem nektarähnlichen Exsudat, das Insekten anlockt, die für die Ausbreitung sorgen. Die Befruchtung erfolgt, wenn eine Pyknospore mit einer Empfangshyphe verschmilzt und so ein zweikerniges Myzel entsteht. Dieses Myzel breitet sich im Wirtsblatt aus und bildet an der Blattunterseite Aecidien, meist direkt unterhalb der auf der Blattoberseite befindlichen Pyknidien.
Die in den Aecidien gebildeten Aecidiosporen sind zweikernig, 20 Mikrometer groß und werden in Ketten gebildet. Die Ausbreitung erfolgt durch den Wind. Gelangt eine Aecidiospore auf einen Hauptwirt, keimt sie aus, dringt durch eine Spaltöffnung in den Wirt ein und vollendet so den Zyklus.
Der Braunrost kann sich jedoch auch unbegrenzt nur über die asexuellen Uredosporen vermehren und ist nicht auf die Anwesenheit des Zwischenwirtes angewiesen. Die Überwinterung erfolgt in Winterweizen, sofern die Temperaturen nicht allzu tief sind.

## Taxonomie
Der Braunrost des Weizens wurde als erstes von Augustin-Pyrame de Candolle 1815 unter dem Namen Uredo rubigo-vera beschrieben, von Winter 1884 dann als Puccinia rubigo-vera in die Gattung Puccinia gestellt, wo er aufgrund seiner zweizelligen Teliosporen bis heute steht. Eriksson beschrieb den Weizen-Braunrost als erster unter dem heute gültigen Namen Puccinia triticina. Cummins und Caldwell vereinigten die Art 1956 auf morphologischer Basis mit anderen Braunrosten unter dem Namen Puccinia recondita f. sp. triticina. In den letzten Jahren hat sich die Ansicht durchgesetzt, dass die Formen, die Thalictrum speciosissimum als Zwischenwirt haben, als eigene Art abzugrenzen sind. Dies begründet sich auf sexueller Inkompatibilität, rDNA-Sequenzanalysen, Sporen-Morphologie und Infektions-Struktur-Morphologie. Inzwischen wird weitgehend wieder der von Eriksson beschriebene Name Puccinia triticina benutzt.

## Bedeutung
Der Braunrost kann weltweit zu signifikanten Ernte-Einbußen führen. 2007 verringerte er die Ernte im wichtigsten Weizen-anbauenden Bundesstaat der USA, Kansas, um 14 %. Die Einbußen resultieren aus einer geringeren Kornanzahl pro Ähre und einem geringeren Korngewicht.

## Belege
- Melvin D. Bolton, James A. Kolmer, David F. Garvin: Wheat leaf rust caused by Puccinia triticina. Molecular Plant Pathology, Band 9, 2008, S. 563–575. doi:10.1111/J.1364-3703.2008.00487.X